# Vironchaux
Vironchaux est une commune française située dans le département de la Somme, en région Hauts-de-France.

## Géographie

### Localisation
Vironchaux est un village picard du Ponthieu.
À vol d'oiseau, la localité est située à 5 km au nord-ouest de Crécy-en-Ponthieu, 9 km au nord-est de Nouvion, 18 km au sud-ouest d'Hesdin-la-Forêt, 20 km au nord d'Abbeville et à 55 km au nord-ouest d'Amiens.
Le territoire de la commune est limitrophe de ceux de huit communes.
Les communes limitrophes sont Ponches-Estruval, Argoules, Dominois, Ligescourt, Machiel, Machy, Regnière-Écluse et Vron.

### Géologie et relief
Le sol est généralement de consistance sablonneuse, il se révèle plutôt perméable. Peu de relief sur le territoire majoritairement uni. Quelques mares suffisent pour abreuver les animaux en 1899. À cette époque, l'eau tirée des puits alimentés par une nappe souterraine satisfait les besoins ménagers.

### Hydrographie

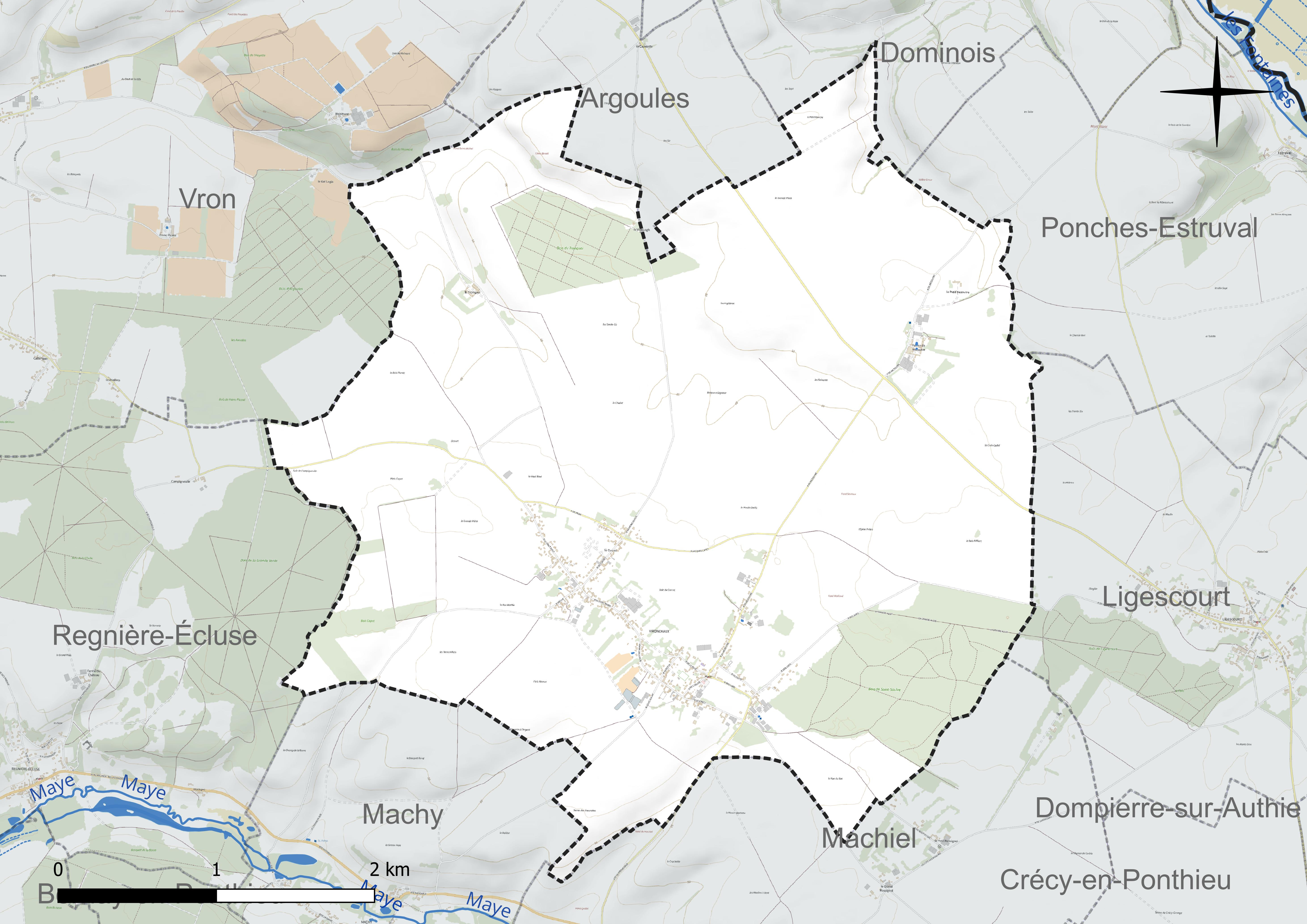
Réseau hydrographique de Vironchaux.

La commune est située dans le bassin Artois-Picardie.
Elle n'est drainée par aucun cours d'eau.

### Climat
Pour des articles plus généraux, voir Climat des Hauts-de-France et Climat de la Somme.
En 2010, le climat de la commune est de type climat océanique franc, selon une étude du CNRS s'appuyant sur une série de données couvrant la période 1971-2000. En 2020, Météo-France publie une typologie des climats de la France métropolitaine dans laquelle la commune est exposée à un climat océanique et est dans la région climatique Côtes de la Manche orientale, caractérisée par un faible ensoleillement (1 550 h/an) ; forte humidité de l'air (plus de 20 h/jour avec humidité relative > 80 % en hiver), vents forts fréquents.
Pour la période 1971-2000, la température annuelle moyenne est de 10,5 °C, avec une amplitude thermique annuelle de 13,1 °C. Le cumul annuel moyen de précipitations est de 865 mm, avec 12,5 jours de précipitations en janvier et 8,6 jours en juillet. Pour la période 1991-2020, la température moyenne annuelle observée sur la station météorologique la plus proche, située sur la commune d'Abbeville à 20 km à vol d'oiseau, est de 11,0 °C et le cumul annuel moyen de précipitations est de 806,2 mm,. Pour l'avenir, les paramètres climatiques de la commune estimés pour 2050 selon différents scénarios d'émission de gaz à effet de serre sont consultables sur un site dédié publié par Météo-France en novembre 2022.

### Milieux naturels et biodiversité
Depuis juillet 2020, la commune fait partie du parc naturel régional Baie de Somme - Picardie maritime.

## Urbanisme

### Typologie
Au 1er janvier 2024, Vironchaux est catégorisée commune rurale à habitat dispersé, selon la nouvelle grille communale de densité à sept niveaux définie par l'Insee en 2022.
Elle est située hors unité urbaine et hors attraction des villes,.

### Occupation des sols

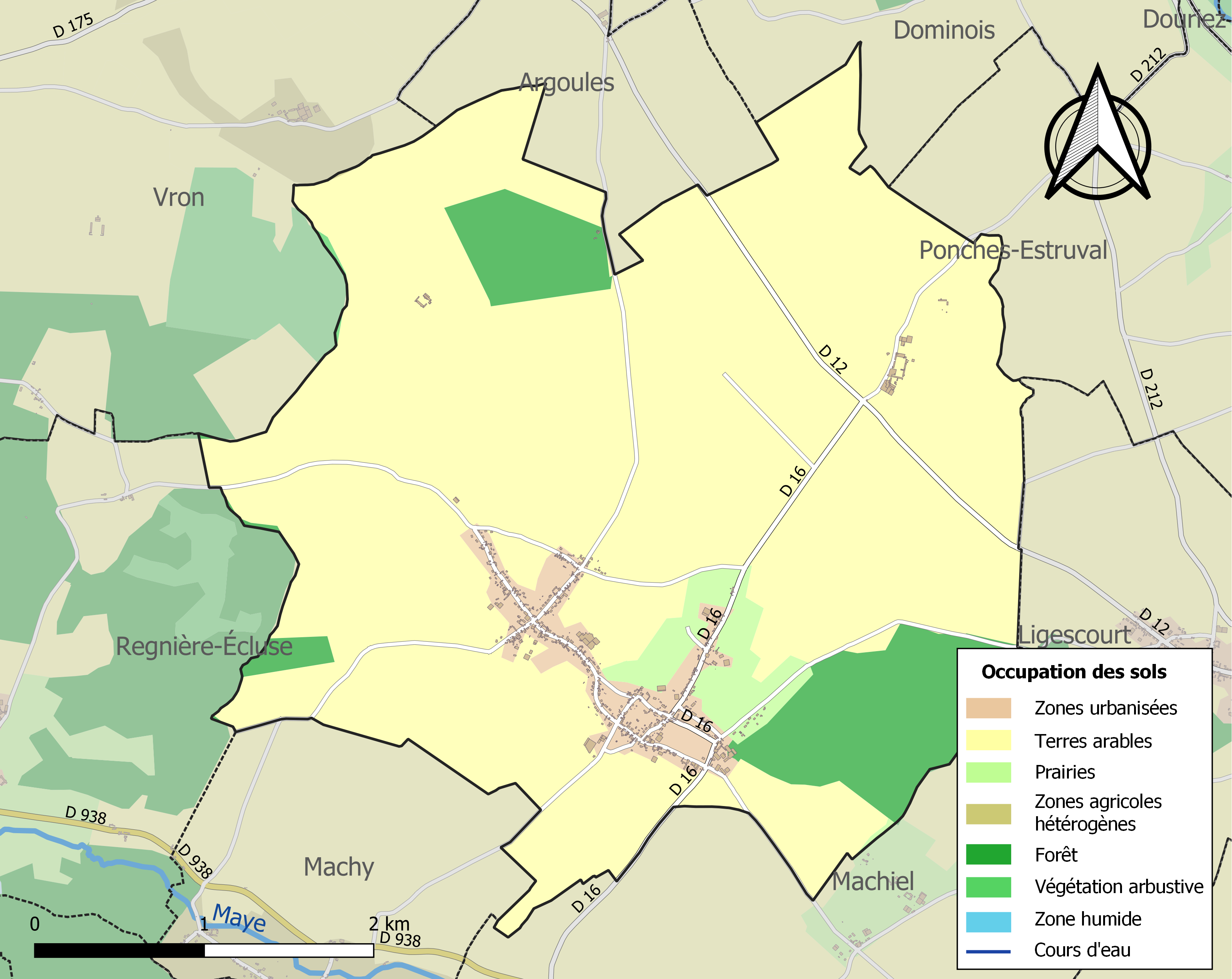
Carte des infrastructures et de l'occupation des sols de la commune en 2018 (CLC).

L'occupation des sols de la commune, telle qu'elle ressort de la base de données européenne d'occupation biophysique des sols Corine Land Cover (CLC), est marquée par l'importance des territoires agricoles (85,8 % en 2018), une proportion sensiblement équivalente à celle de 1990 (85,9 %).
La répartition détaillée en 2018 est la suivante : terres arables (82,7 %), forêts (9,9 %), zones urbanisées (4,4 %), prairies (3 %).
L'évolution de l'occupation des sols de la commune et de ses infrastructures peut être observée sur les différentes représentations cartographiques du territoire : la carte de Cassini (XVIIIe siècle), la carte d'état-major (1820-1866) et les cartes ou photos aériennes de l'IGN pour la période actuelle (1950 à aujourd'hui).

### Habitat et logement
En 2021, le nombre total de logements dans la commune était de 245, alors qu'il était de 243 en 2016 et de 229 en 2011.
Parmi ces logements, 82,7 % étaient des résidences principales, 12,8 % des résidences secondaires et 4,5 % des logements vacants. Ces logements étaient pour 97,5 % d'entre eux des maisons individuelles et pour 1,2 % des appartements.
Le tableau ci-dessous présente la typologie des logements à Vironchaux en 2021 en comparaison avec celle de la Somme et de la France entière. Une caractéristique marquante du parc de logements est ainsi une proportion de résidences secondaires et logements occasionnels (12,8 %) supérieure à celle du département (8,4 %) et à celle de la France entière (9,7 %).
| Typologie                                               | Vironchaux | Somme | France entière |
| ------------------------------------------------------- | ---------- | ----- | -------------- |
| Résidences principales (en %)                           | 82,7       | 83,1  | 82,2           |
| Résidences secondaires et logements occasionnels (en %) | 12,8       | 8,4   | 9,7            |
| Logements vacants (en %)                                | 4,5        | 8,5   | 8,1            |

La commune, confrontée à un manque de logements, a décidé de contribuer à  densifier l’offre, reconquérir des logements vacants et transformer l’usage des logements ou surfaces en friches, et, en 2025, faire réaliser l'aménagement de deux logements dans une grange située rue de la Ville.

### Voies de communication et transports
La commune  est située entre les routes départementales RD 938 et RD 12, à un peu moins de 2 km de chacune de ces deux voies. L'autoroute A16 est accessible par la sortie 24 de Forest-Montiers, à 12 km.
La localité est desservie par les lignes de bus du réseau Trans'80, chaque jour de la semaine, sauf le dimanche.
Au point de vue ferroviaire, la gare de Rue — desservie par des trains TER Hauts-de-France, qui effectuent des missions entre les gares de Paris-Nord, ou d'Amiens, et de Boulogne-Ville, ou de Calais-Ville, mais également entre Laon et Calais-Ville en été — est située à environ 12 km.

### Énergie

L'église et ses 31 panneaux solaires.

La toiture de l'église est rénovée en 2017. À cette occasion, 31 panneaux photovoltaïques sont implantés, répartis sur une surface de 53,6 m², afin de produire 8 990 KWc d'électricité. La réalisation de cet équipement a été décidée à l'unanimité du conseil municipal, avec l'accord de l'évêque et du curé.

## Toponymie

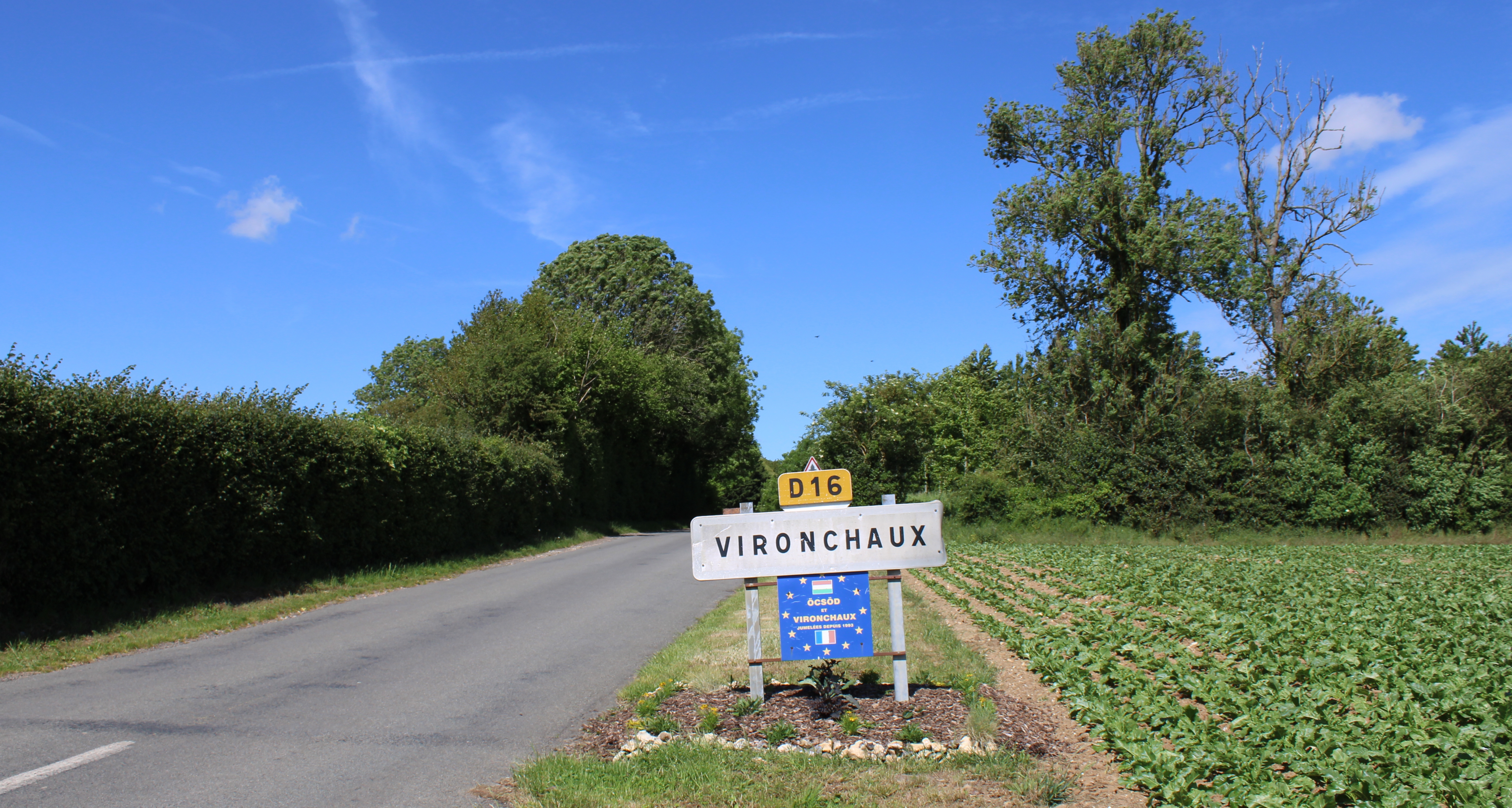

Le village de Vironchaux (Somme) est attestée, au cours des siècles, sous les formes suivantes,, : Villarcellum en 867, (signifiant petit village en latin), Vilurcels en 1123, Vilurceles en 1144, Viloncels en 1160, Vilonceles en 1170, Viloncelli en 1177, Vironcels en 1210, Vironceals en 1210, Vilonchiaus en 1276, Viloncheaus en 1253, Vironcheus en 1300, Vironchiaus en 1301, Vironceau en 1420, Vironcheaulx en 1522 et 1557, Chroncheaux en 1638, 
Tironchaux en 1696, Vironchau en 1710, 1733, Vironchaux en 1646, 1757, 1763, 1766 et en l'an X
Depuis 1300, l'orthographe du nom se précise et en 1646, nous retrouvons l'orthographe actuelle.
Dans les langues d'oïl, comme le picard, jusqu'en 1350, Viron a plusieurs sens :  rond / cercle, le pays d'alentour, à peu près / environ (adverbe) et autour de (préposition). Chaux vient sans doute de calceata (via), chemin chaussé, c'est-à-dire butté ; calceata désigne à l'origine la voie romaine.
Étymologiquement, « chaussée » peut aussi être un dérivatif de calx, calcis, chaux (utilisée pour les routes).
Vironchaux (Viron-Chaux) veut peut-être tout simplement signifier « autour de la Chaussée », ou « le pays d'alentour de la Chaussée ».
En effet la Chaussée Brunehaut, c'est-à-dire l'ancienne voie romaine, se situe à vol d'oiseau à seulement 3 km des limites de la commune et à 5 km de l'église du village, Vironchaux se situe donc sur le chemin pour y accéder.
Toutefois, Jean-Baptiste Ledieu interprète l'appellation par la déformation de Guillaume et de cella, chapelle ou petite habitation, vers le début du XIe siècle. Maurice Gysseling y voit plutôt le diminutif roman de Vron.

## Histoire

### Les deux seigneuries de Vironchaux sous l'Ancien Régime avant 1789
René de Belleval indique que, sous l'Ancien Régime avant 1789, Vironchaux était divisé en deux seigneuries :
- Première seigneurie (Bois de Saint Saulve), tenue du Roi par : Wibert des Mares, écuyer, en 1373 ; Jean de Grambus, chevalier, en 1381 ; Jean Brégier, chevalier, qui lègue la seigneurie à l'abbaye Saint-Saulve de Montreuil et en laisse la jouissance à sa femme Béatrix de Bouffllers, à la charge d'une messe chaque jour, en 1400-1435 et donc à l'abbaye de 1435 à 1789

- Seconde seigneurie, constituée de la maison seigneuriale et ses dépendances, tenue de la pairie de Nouvion[C'est-à-dire ?] par Nicolas Aux-Couteaux en 1500 ; Nicolas Aux-Couteaux en 1520 ; François Aux-Couteaux en 1540 ; N… Aux-Couteaux, femme de Louis Roussel écuyer en 1550 ; Nicolas Waignart bourgeois#En France et échevin d'Abbeville en 1581 ; Nicolas Waignart élu en Ponthieu en 1631 ;  Catherine Waignart femme de François de Mons d'Hédicourt écuyer, en 1650 ; Pierre Foucques de Bonval écuyer en 1740, par achat de M. de Mons d'Hédicourt, et Pierre Foucques de Teuffles écuyer en 1789.

René de Belleval ajoute que l'Abbaye de Saint-Josse nommait à la cure.

### Antiquité
Des tombelles celtiques ont été trouvées dans les bois de Vironchaux, attestant de l'ancienneté du village.

### Moyen Âge
Deux seigneuries d'importance inégale ont possédé le village. Celle du bois dépend de plusieurs familles avant d'appartenir, en 1435, à l'abbaye de Saint-Saulve. La seigneurie principale avec château et ferme dépend de 1500 à 1550 de la famille « Aux Couteaux ». Elle passe aux Waignart aux XVIe et XVIIe siècles. Dès 1740, les Foucques de Bonval puis les Foucques de Vironchaux sont les propriétaires des lieux, achetés auprès de Mons d'Héricourt qui avait épousé la dernière fille des Waignart. Leur blason comporte trois foulques dessinés avec des plumes de paons,.
Au lieu-dit Elcourt, les Templiers ont possédé un domaine.

### Temps modernes
En 1503, un frère mineur de l'Observance né à Vironchaux, Jean Capet, fait don des reliques des 11 000 vierges à la paroisse.
En août 1635, l'armée espagnole pille, dévaste, brûle la paroisse. Des habitants, faits prisonniers, sont rançonnés,. De là vient certainement le surnom donné aux habitants de Vironchaux, frappés de stupeur : « chés ahuris ed'Vironcheux ».
Dès 1787, le village a son école.

### Époque contemporaine
En 1849, comme dans toutes les communes de France, la population masculine majeure peut, pour la première fois, aller voter grâce à l'instauration du suffrage universel masculin.
Voici la répartition (en nombre) de quelques patronymes des 248 électeurs, :
| Cagnard | Capet | Caudron | Chartrel | Coffinier | Dubos | Dumesnil | Dupuis | Garbe | Hervet | Liège | Maillard | Warrin |
| 6       | 17    | 13      | 4        | 4         | 5     | 9        | 6      | 19    | 9      | 11    | 12       | 5      |

Lors de la Guerre franco-allemande de 1870, les Allemands occupent la localité pendant six semaines en 1871.
En 1899, le village compte trois écarts, correspondant à des exploitations agricoles :
- le Grand Mezoutre, 19 habitants, à 2,5 km du chef-lieu ;
- le Petit Mezoutre, 6 habitants, à 3 km ;
- le Tronquoy, 9 habitants, à 4 km[6].

Si des moulins ont pris en charge la mouture des céréales au temps jadis, ils n'existent plus en 1899, et Vironchaux, complètement tournée vers l'agriculture, compte 440 bovins dont 295 vaches laitières, 920 moutons, 495 porcs, 26 ruches. Le tout est pris en charge par 113 exploitations dont 82 ont moins de cinq hectares.
Pendant la Seconde Guerre mondiale, un site de lancement de V1 est bombardé par les Alliés.

## Politique et administration

### Rattachements administratifs et électoraux

#### Rattachements administratifs
La commune se trouve dans l'arrondissement d'Abbeville du département dela Somme.  
Elle faisait partie depuis 1801 du canton de Rue. Dans le cadre du redécoupage cantonal de 2014 en France, cette circonscription administrative territoriale a disparu, et le canton n'est plus qu'une circonscription électorale.

#### Rattachements électoraux
Pour les élections départementales, la commune fait partie depuis 2014 du canton de Nanteuil-le-Haudouin.
Pour l'élection des députés, elle fait partie de la quatrième circonscription de l'Oise.

### Intercommunalité
Vironchaux était membre de la communauté de communes Authie-Maye, un établissement public de coopération intercommunale (EPCI) à fiscalité propre créé en 2007 et auquel la commune avait transféré un certain nombre de ses compétences, dans les conditions déterminées par le code général des collectivités territoriales.
Dans le cadre des dispositions de la loi portant nouvelle organisation territoriale de la République du 7 août 2015, qui prévoit que les établissements publics de coopération intercommunale (EPCI) à fiscalité propre doivent avoir un minimum de 15 000 habitants, cette intercommunalité a fusionné avec ses voisines pour former, le 1er janvier 2017, la communauté  de communes Ponthieu-Marquenterre, dont est désormais membre la commune.

### Liste des maires
| Période                                  | Période                      | Identité            | Étiquette           | Qualité |
| ---------------------------------------- | ---------------------------- | ------------------- | ------------------- | --- |
|                                          |                              |                     |                     | |
| mai 1888                                 | après 1925                   | Isidore Alfred Huré |                     | Propriétaire cultivateur Chevalier de la Légion d'honneur Chevalier du mérite agricole Officier d'académie                                   |
|                                          |                              |                     |                     | |
|                                          |                              | Gaston Huré         | Républicain radical | Agriculteur Conseiller d'arrondissement de Rue (1925 → 1926) Officier d'académie                                                             |
|                                          |                              |                     |                     | |
| en cours en 1949 et 1955                 |                              | Ghislain Guilbart   | RS                  | Cultivateur |
| Les données manquantes sont à compléter. |                              |                     |                     | |
| juin 1995                                | avril 2014                   | Bernard Popot       |                     | Agriculteur |
| avril 2014                               | En cours (au 9 février 2025) | Patricia Poupart,   | LR                  | Conseillère régionale des Hauts-de-France (2015 → ) Vice-présidente de la CC Ponthieu-Marquenterre (2020 → ) Réélue pour le mandat 2020-2026 |

### Jumelages
Öcsöd (Hongrie) depuis 1993.

## Équipements et services publics
La commune dispose d'une maison pour tous, ainsi que d'un foyer rural de jeunes et d’éducation populaire.
Le bâtiment du café-brasserie « Le Cornet d’Or », fermé fin 2021 et qui était  le dernier café du village, a été racheté par la commune, qui  le loue à des exploitants afin d’assurer la pérennité de l’activité en séparant le capital immobilier de l’exploitation,.

## Population et société

### Démographie

#### Évolution démographique
L'évolution du nombre d'habitants est connue à travers les recensements de la population effectués dans la commune depuis 1793. Pour les communes de moins de 10 000 habitants, une enquête de recensement portant sur toute la population est réalisée tous les cinq ans, les populations de référence des années intermédiaires étant quant à elles estimées par interpolation ou extrapolation. Pour la commune, le premier recensement exhaustif entrant dans le cadre du nouveau dispositif a été réalisé en 2004.

En 2022, la commune comptait 507 habitants, en évolution de +4,11 % par rapport à 2016 (Somme : −1,26 %, France hors Mayotte : +2,11 %).
| 1793 | 1800 | 1806 | 1821 | 1831 | 1836 | 1841 | 1846 | 1851 |
| ---- | ---- | ---- | ---- | ---- | ---- | ---- | ---- | ---- |
| 683  | 784  | 781  | 746  | 788  | 792  | 817  | 818  | 810  |

| 1856 | 1861 | 1866 | 1872 | 1876 | 1881 | 1886 | 1891 | 1896 |
| ---- | ---- | ---- | ---- | ---- | ---- | ---- | ---- | ---- |
| 795  | 772  | 774  | 743  | 695  | 659  | 645  | 623  | 604  |

| 1901 | 1906 | 1911 | 1921 | 1926 | 1931 | 1936 | 1946 | 1954 |
| ---- | ---- | ---- | ---- | ---- | ---- | ---- | ---- | ---- |
| 617  | 599  | 566  | 527  | 511  | 502  | 502  | 504  | 490  |

| 1962 | 1968 | 1975 | 1982 | 1990 | 1999 | 2004 | 2006 | 2009 |
| ---- | ---- | ---- | ---- | ---- | ---- | ---- | ---- | ---- |
| 463  | 421  | 440  | 452  | 427  | 383  | 425  | 441  | 417  |

| 2014 | 2019 | 2022 | - | - | - | - | - | - |
| ---- | ---- | ---- | - | - | - | - | - | - |
| 479  | 498  | 507  | - | - | - | - | - | - |

#### Pyramide des âges
En 2018, le taux de personnes d'un âge inférieur à 30 ans s'élève à 35,1 %, soit en dessous de la moyenne départementale (36,4 %). À l'inverse, le taux de personnes d'âge supérieur à 60 ans est de 28,3 % la même année, alors qu'il est de 26,0 % au niveau départemental.
En 2018, la commune comptait 248 hommes pour 246 femmes, soit un taux de 50,20 % d'hommes, légèrement supérieur au taux départemental (48,51 %).
Les pyramides des âges de la commune et du département s'établissent comme suit.
| Hommes | Classe d’âge | Femmes |
| ------ | ------------ | ------ |
| 0,8    | 90 ou +      | 0,0    |
| 6,4    | 75-89 ans    | 11,3   |
| 18,0   | 60-74 ans    | 20,2   |
| 19,6   | 45-59 ans    | 18,5   |
| 18,4   | 30-44 ans    | 16,5   |
| 12,0   | 15-29 ans    | 12,1   |
| 24,8   | 0-14 ans     | 21,4   |

| Hommes | Classe d’âge | Femmes |
| ------ | ------------ | ------ |
| 0,6    | 90 ou +      | 1,8    |
| 6,7    | 75-89 ans    | 9,4    |
| 17,2   | 60-74 ans    | 18,1   |
| 19,8   | 45-59 ans    | 19,1   |
| 18,2   | 30-44 ans    | 17,5   |
| 19,4   | 15-29 ans    | 18     |
| 18,2   | 0-14 ans     | 16,2   |

### Enseignement
En matière d'enseignement primaire, pour l'année scolaire 2016-2017, les communes de Vironchaux, Machy, Machiel et Dominois sont associées au sein d'un regroupement pédagogique depuis les années 1990. Une cantine scolaire accueille les enfants le midi.
Machiel relève du secteur de collège de Rue.

## Économie
Essentiellement agricole, l'économie locale s'oriente également vers le maraîchage de plein champ et les serres de production, alimentant surtout les marchés locaux.

## Culture locale et patrimoine

### Lieux et monuments
La commune fait partie des villages labellisés Pays d'art et d'histoire qui œuvrent à mettre en avant leur patrimoine,.
On peut notamment signaler :
- Église Saint-Maurice.
- Chapelle Notre-Dame-des-Victoires, en mémoire de la « Sainte de Vironchaux », construite à l'emplacement de sa maison, fin XIXe siècle[51],[52].
- Oratoire Notre-Dame-de-Lourdes, installé vers 1950[51].
- La Vierge de Fatima de l'abbé Paul Platevoët, sanctuaire édifié vers 1960[51].
- Site de lancement de V1 de la Deuxième Guerre mondiale.

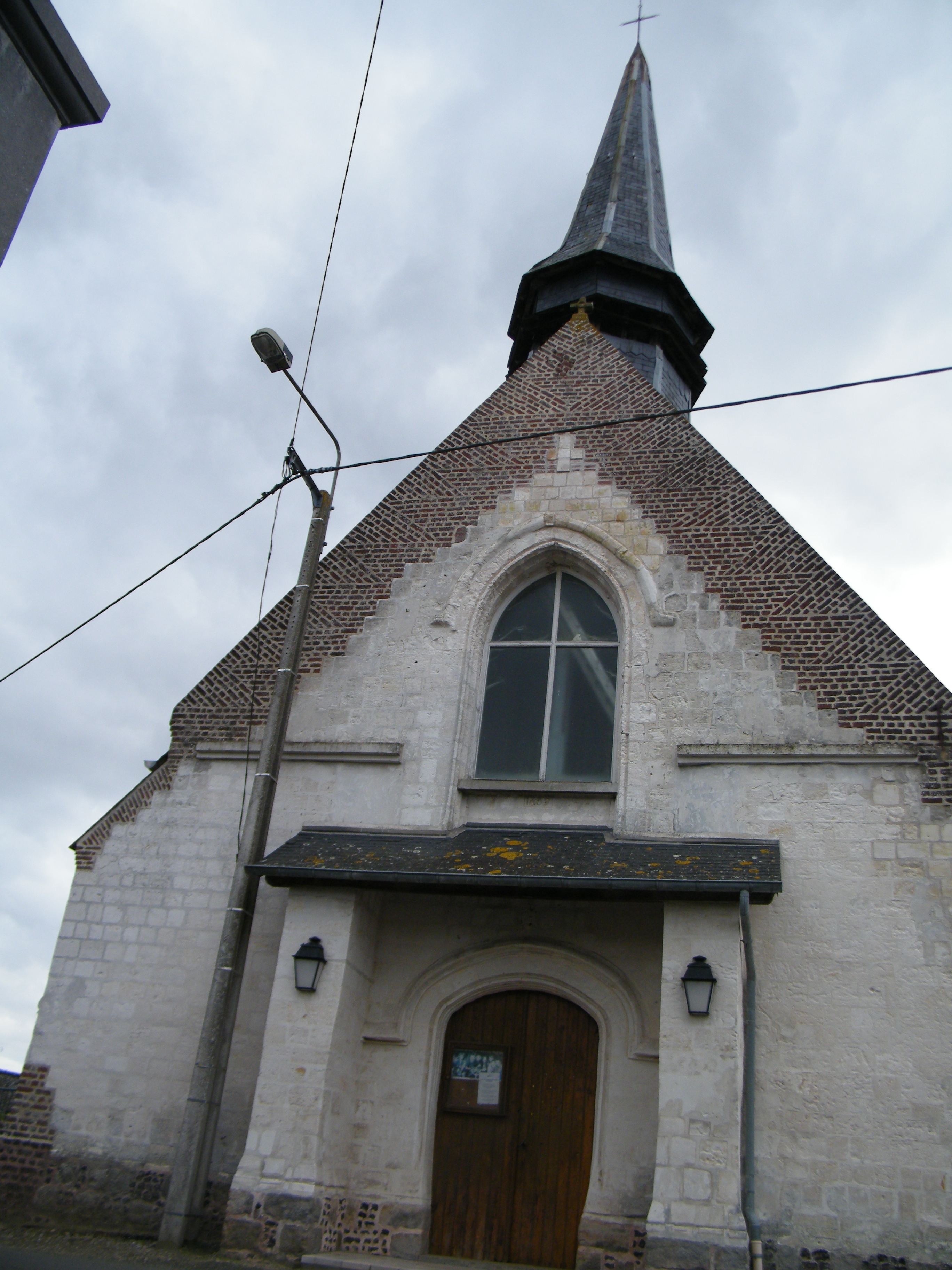
Clocher.
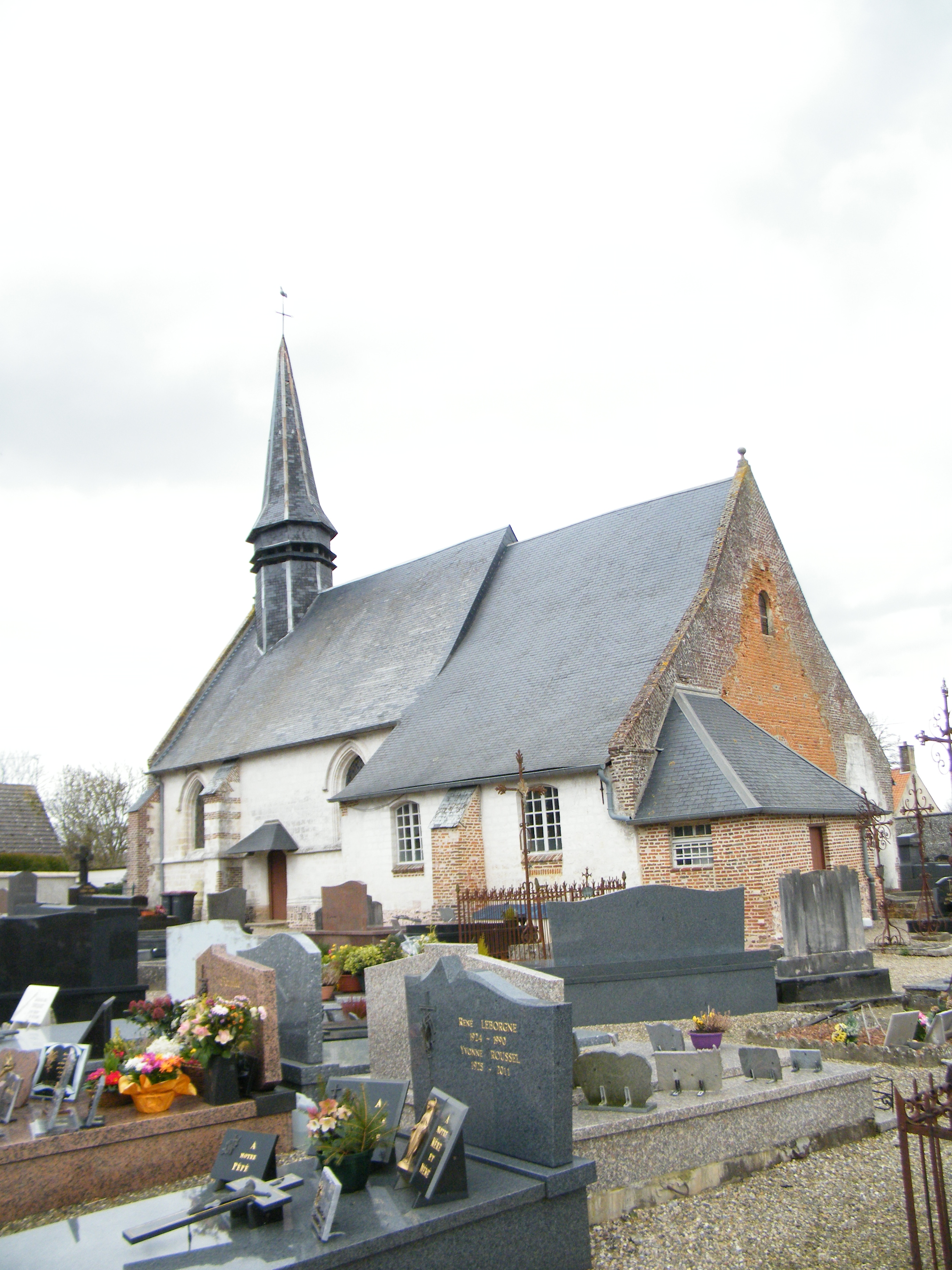
Vue du cimetière.
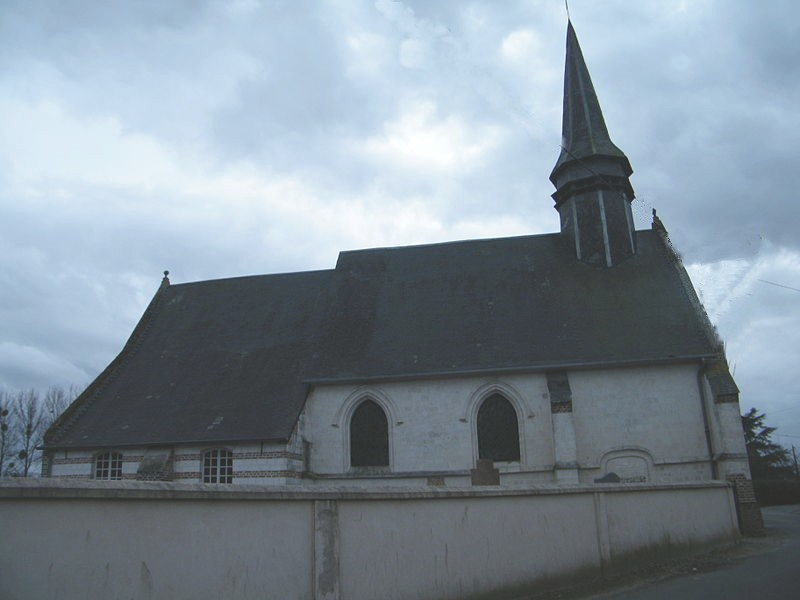
Vue du côté nord.
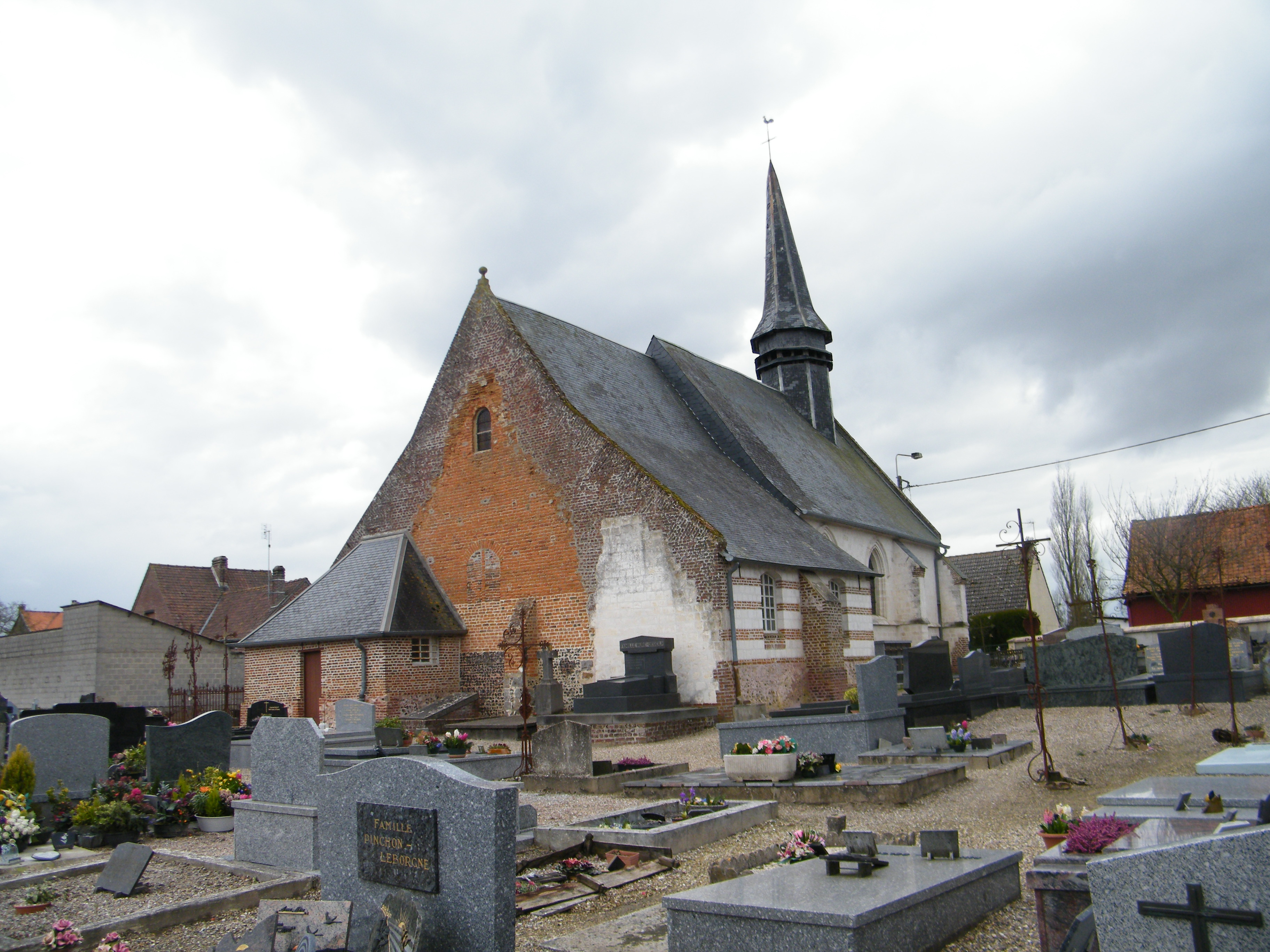
Le chevet de l'église, remanié en brique.
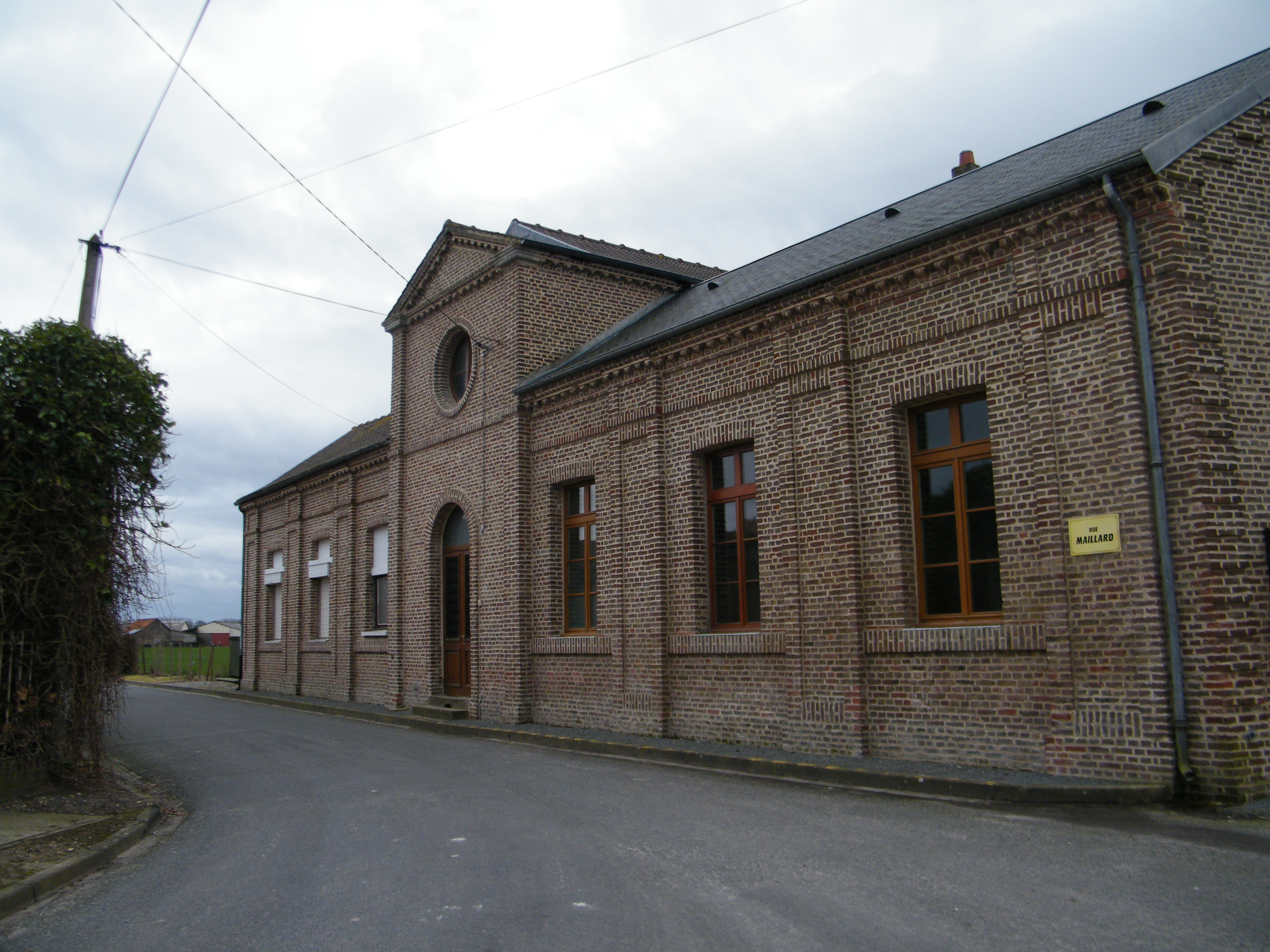
Ancienne mairie-école.
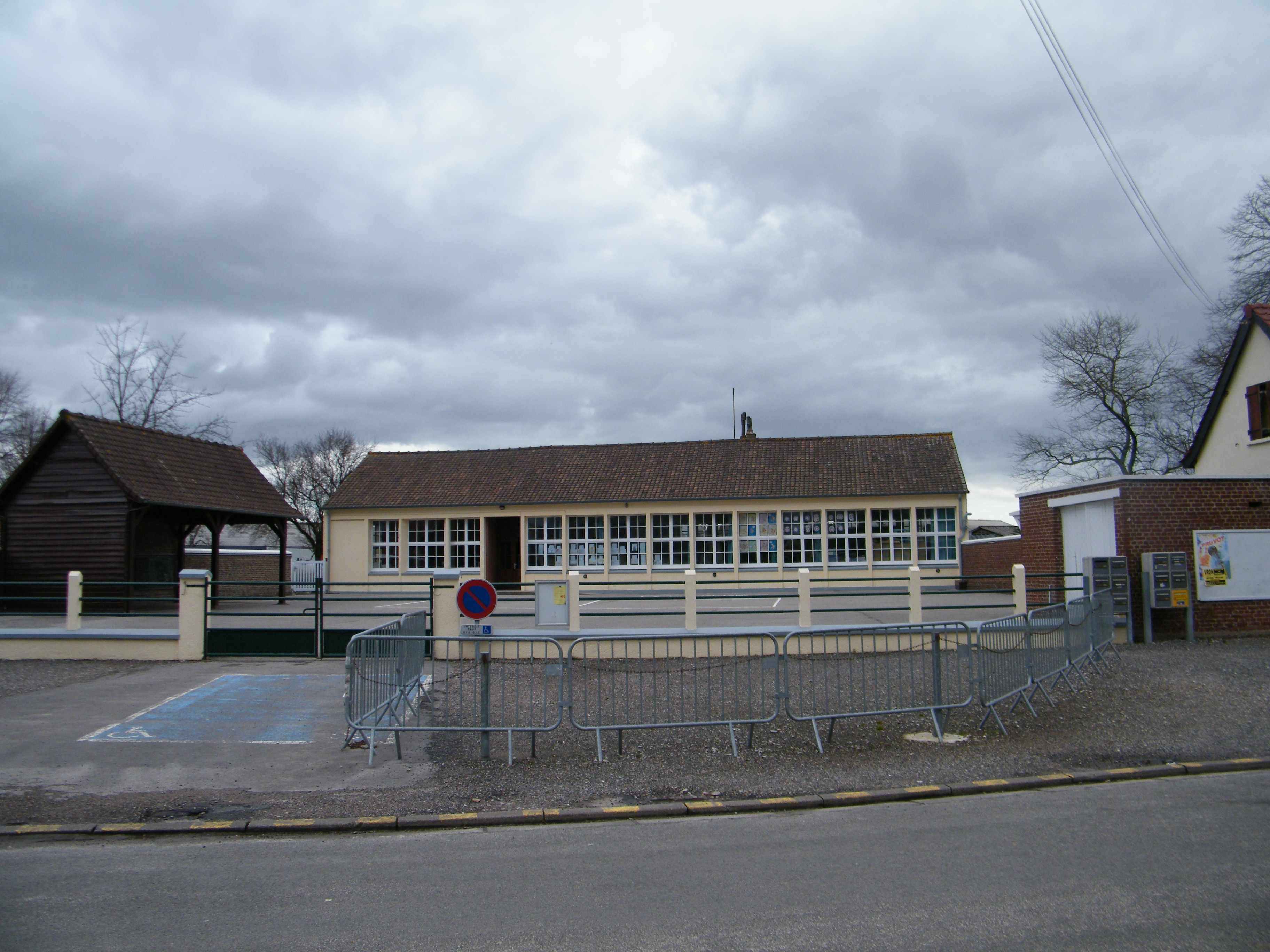
École de type moderne.
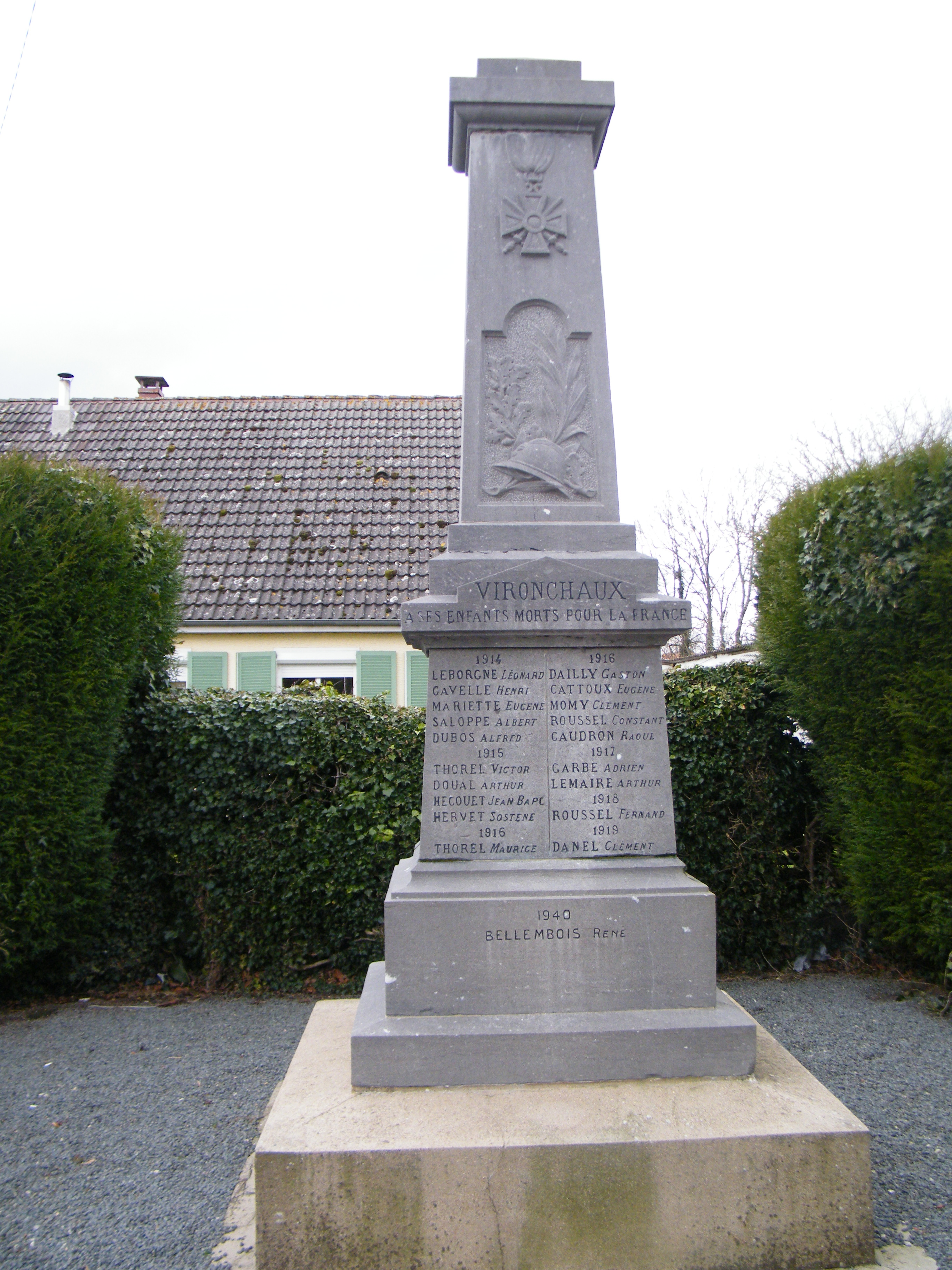
Monument aux morts pour la patrie.
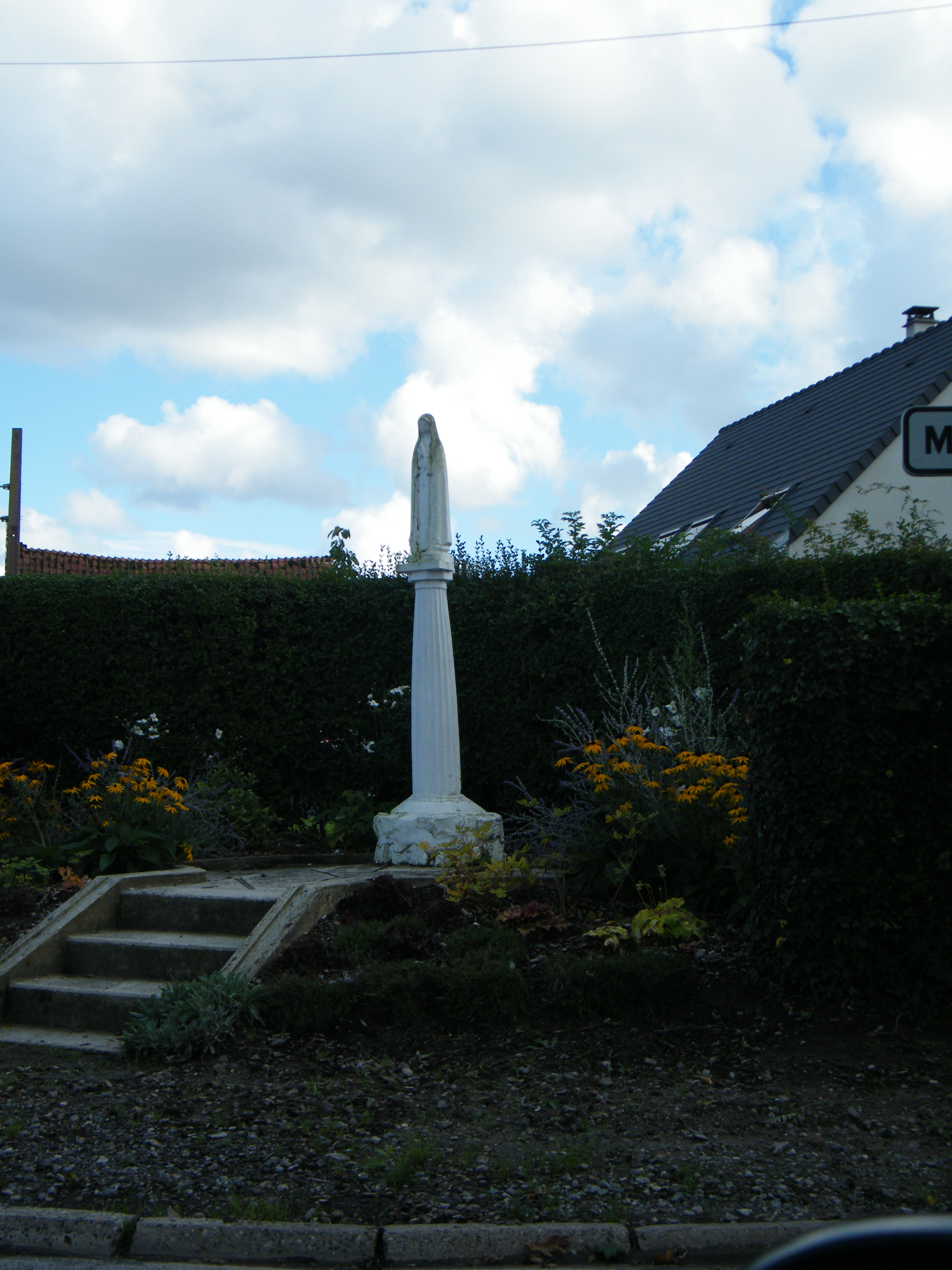
La Vierge de Fatima.
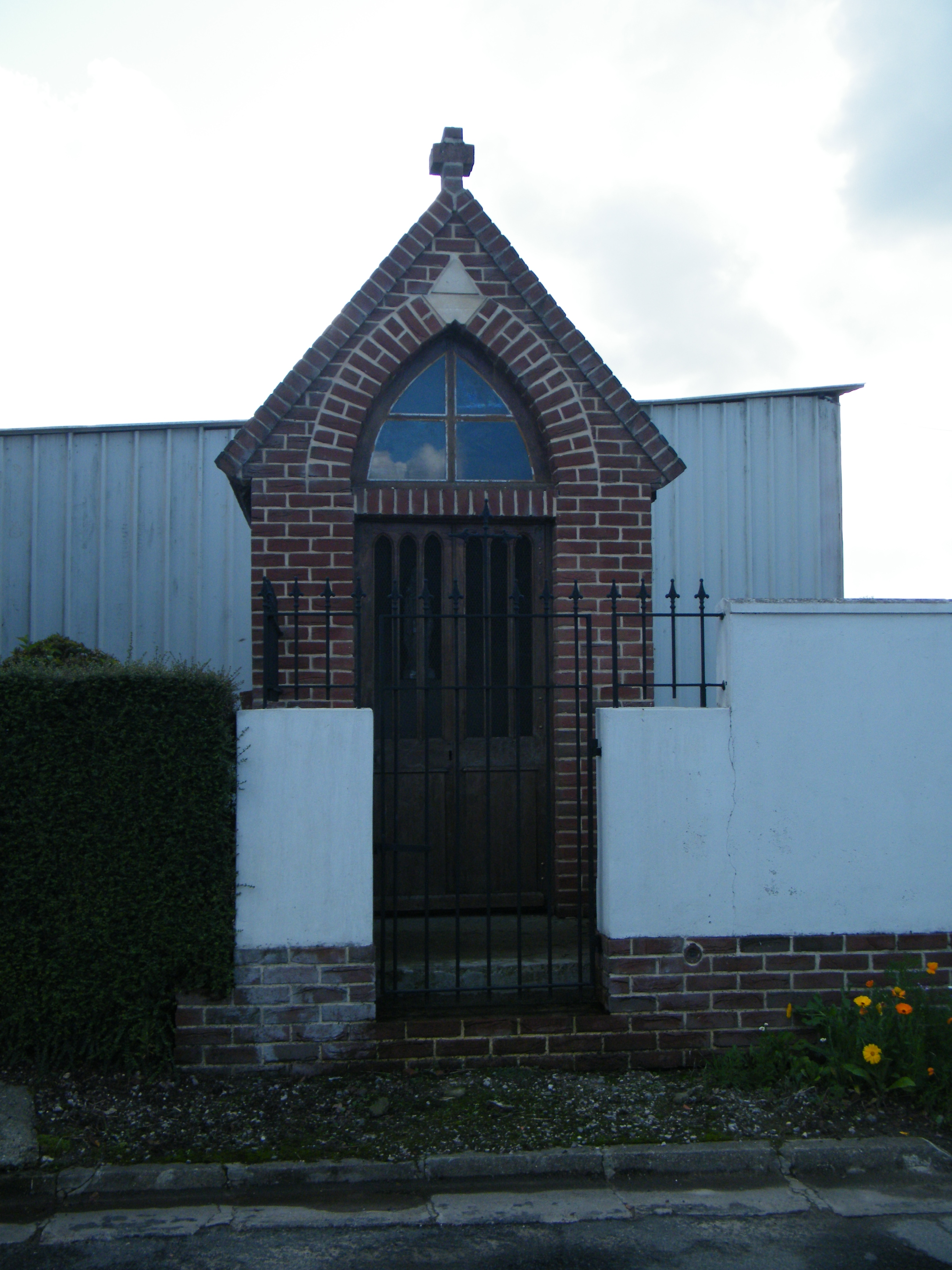
Notre-Dame-des-Victoires.

### Héraldique
| Blason de Vironchaux | Blason  | De sinople au hêtre d'argent et à la scie de bûcheron du même brochant en fasce sur le fût de l'arbre ; chaussé d'or chargé de deux foulques adossés de sable, becqués de gueules. |
| Blason de Vironchaux | Détails | Le conseil municipal adopte son blason à l'unanimité le 11 octobre 2016. Celui-ci représente deux foulques sur fond jaune. La lettre V est censée représenter l'initiale de Vironchaux tandis que l'arbre qu'elle contient sur fond vert évoque le travail des bûcherons. La scie qui croise le tronc du hêtre blanc de la forêt de Crécy, sans le couper, symbolise la tâche qui attend le travailleur. |

## Pour approfondir